# George F. L. Charles Airport

i8
i11
i13
Der George F. L. Charles Airport, bis 1997 bezeichnet als Castries-Vigie Airport, ist ein Flughafen auf der Karibik-Insel St. Lucia. Er befindet sich nördlich der Hauptstadt Castries im Nordwesten der Insel. Neben dem George F. L. Charles Airport gibt es auf St. Lucia noch den größeren Hewanorra International Airport, der am südlichen Ende der Insel liegt.

## Zwischenfälle
- Am 30. November 1981 fiel an einer Douglas DC-6A der guyanischen, aber US-amerikanisch registrierten Guyana Airways (Luftfahrzeugkennzeichen N3486F) nach dem Start vom Saint Lucia-Castries Vigie Field ein Triebwerk aus. Beim Versuch der Rückkehr stürzte das Flugzeug ab. Alle 3 Besatzungsmitglieder, die einzigen Insassen auf dem Frachtflug, kamen ums Leben.[2]